# Cophomantella
Cophomantella is een geslacht van vlinders van de familie sikkelmotten (Oecophoridae), uit de onderfamilie Xyloryctinae.

## Soorten
- C. aphanozona (Meyrick, 1926)
- C. artonoma (Meyrick, 1936)
- C. bifrenata (Meyrick, 1921)
- C. bythota (Meyrick, 1916)
- C. crypsizyga (Meyrick, 1914)
- C. cubiculata (Meyrick, 1911)
- C. cyclopodes (Meyrick, 1922)
- C. elaphopis (Meyrick, 1910)
- C. ephanozona (Meyrick, 1926)
- C. eremota (Meyrick, 1911)
- C. furnaria (Meyrick, 1913)
- C. homogramma (Meyrick, 1918)
- C. lychnocentra (Meyrick, 1904)
- C. myadelpha (Meyrick, 1910)
- C. osphrantica (Meyrick, 1929)
- C. pumicata (Meyrick, 1929)
- C. syngonarcha (Meyrick, 1926)